# Milka : Un film sur les tabous
Pour plus de détails, voir Fiche technique et Distribution.
Milka : Un film sur les tabous (Milka: Elokuva tabuista) est un film finlandais réalisé par Rauni Mollberg, sorti en 1980.

## Synopsis
Dans un village lapon, Milka, 14 ans, vit seule avec sa mère après la mort de son père. Ils emploient un ouvrier agricole surnommé « Kristus-Perkele » (Christ-Diable) qui s'impose dans la maison, tentant de séduire à la fois la mère et la fille. Puis, celui-ci décide de s'en aller, laissant Milka enceinte.

## Fiche technique
- Titre : Milka : Un film sur les tabous
- Titre original : Milka: Elokuva tabuista
- Réalisation : Rauni Mollberg
- Scénario : Veikko Aaltonen, Seppo Heinonen, Rauni Mollberg et Jussi Niilekselä d'après le roman Tabu de Timo K. Mukka
- Musique : Kari Rydman
- Photographie : Markku Lehmuskallio et Esa Vuorinen
- Montage : Tuula Mehtonen
- Production : Rauni Mollberg
- Société de production : Arctic-Filmi
- Pays :  Finlande
- Genre : Drame
- Durée : 110 minutes
- Dates de sortie : 
  -  Finlande : 19 décembre 1980

## Distribution
- Irma Huntus : Milka
- Leena Suomu : Anna
- Matti Turunen : Ojanen « Kristus-Perkele »
- Eikka Lehtonen : Malmström
- Esa Niemelä : Auno
- Sirkka Metsäsaari : la mère d'Auno

## Distinctions
Le film a été présenté en sélection officielle en compétition lors de Berlinale 1981,.